# Estudios Churubusco
Els Estudios Churubusco són uns dels estudis cinematogràfics més antics en Llatinoamèrica. Es van construir a la colònia Churubusco de la Ciutat de Mèxic des de 1944 al poble de Churubusco als afores de la Ciutat de Mèxic a la vora el riu Churubusco, el Canal de Miramontes, el Country Club i la calzada de Tlalpan.
Van ser inaugurats el 1945 després d'un acord signat el 1943 entre RKO Pictures i Emilio Azcárraga Vidaurreta. El 1950 el govern federal de Mèxic els va adquirir i fusionar amb els Estudios y Laboratorios Azteca per formar Estudios Churubusco Azteca. Des de 1958 són controlats pel Govern de Mèxic. Són considerats com uns dels quatre grans estudis durant l'Època d'Or del cinema mexicà — juntament amb Estudios América, Estudios San Ángel i Estudios Tepeyac.
Juntament als estudis San Ángel (ara Televisa San Ángel) són els únics estudis que continuen actiuis. S'estima que 95% dels films produïts a Mèxic des del 2000 van fer servir aquests estudis.

## Història

### 1943-1944
El projecte de crear els Estudios Churubusco data del 1943. Calia una instal·lació per respondre a la demanda de serveis cinematogràfics. Els primers inversors del projecte van ser Howard Randall i Harry Wright; no obstant això, el projecte es va poder concloure gràcies a un grup encapçalat per l'empresari Emilio Azcárraga Vidaurreta, i la companyia productora estatunidenca RKO.
Encara que les primeres obres van ser realitzades per la companyia Productores Asociados de América a càrrec de Wright, és Productores Asociados Unidos, S.A. (PAMSA) d'Emilio Azcárraga, que les acaba, això pel fet que aquests últims compren els terrenys a la companyia de Wright. La compra incloïa les instal·lacions ja construïdes i els terrenys de la colònia Country Club. El terreny comprat tenia una superfície de 18 hectàrees que conformen la superfície ocupada pels Estudios Churubusco.
D'acord amb les escriptures del terreny, aquest tindria les funcions de:
| « | La producció de pel·lícules cinematogràfiques; l'establiment de laboratoris adequats per al revelat, preparació i elaboració completa de pel·lícules, especialment a colors; l'adquisició, explotació i ús de tot equip adequat per al registre i producció de so en relació amb l'anterior; l'explotació de pel·lícules nacionals al país o a l'estranger; l'execució de tot gènere d'actes tendents a desenvolupar la indústria cinematogràfica.. | » |
| — 23 de febrer de 1944, Escritura Pública No. 21943, Notario Público No. 17 de la Ciudad de México, D.F., a Productores Asociados Mexicanos, S.A. | |   |

Així, els estudis permetrien a Mèxic tenir un mitjà de producció cinematogràfica, i als inversors nord-americans la possibilitat de produir films malgrat la falta de recursos que la Segona Guerra Mundial va generar als Estats Units.
Per al 15 de desembre de 1944, quan l'obra encara no estava conclosa, s'hi fa el primer film, La Canción de México (Song of Mexico).

## Filmografia seleccionada
| Any  | Pel·lícula                            | Director                              | Notes                                                                                          |
| 1945 | La morena de mi copla                 | Fernando A Rivero                     |                                                                                                |
| 1945 | La perla                              | Emilio Fernández                      | Amb Pedro Armendáriz                                                                           |
| 1945 | Pervertida                            | José Díaz Morales                     |                                                                                                |
| 1946 | El ahijado de la muerte               | Norman Foster                         |                                                                                                |
| 1946 | The Fugitive                          | John Ford                             |                                                                                                |
| 1946 | Hay muertos que no hacen ruido        | Humberto Gómez Landero                |                                                                                                |
| 1946 | La insaciable                         | Juan J. Ortega                        |                                                                                                |
| 1946 | La mujer de todos                     | Julio Bracho                          |                                                                                                |
| 1946 | No te cases con mi mujer              | Fernando Cortes                       |                                                                                                |
| 1946 | La otra                               | Roberto Gavaldón                      |                                                                                                |
| 1946 | Si me han de matar mañana             | Miguel Zacarías                       |                                                                                                |
| 1947 | ¡A volar joven!                       | Miguel M. Delgado                     |                                                                                                |
| 1947 | Adventures of Casanova                | Roberto Gavaldón                      |                                                                                                |
| 1947 | La diosa arrodillada                  | Roberto Gavaldón                      |                                                                                                |
| 1947 | Mystery in Mexico                     | Robert Wise                           |                                                                                                |
| 1948 | Allá en el Rancho Grande              | Fernando de Fuentes                   |                                                                                                |
| 1948 | Maclovia                              | Emilio Fernández                      |                                                                                                |
| 1948 | Tarzan and the Mermaids               | Robert Florey                         |                                                                                                |
| 1948 | Si Adelita se fuera con otro          | Chano Urueta                          |                                                                                                |
| 1949 | Puerta….joven                         | Miguel M. Delgado                     | Amb Cantinflas                                                                                 |
| 1950 | El bombero atómico                    | Miguel M. Delgado                     |                                                                                                |
| 1951 | Doña perfecta                         | Alejandro Galindo                     | Amb Dolores del Río                                                                            |
| 1951 | Baile, mi rey                         | Roberto Rodríguez                     |                                                                                                |
| 1951 | El derecho de nacer                   | Zacarías Gómez Urquiza                |                                                                                                |
| 1951 | Mama nos quita los novios             | Roberto Rodríguez                     |                                                                                                |
| 1951 | Mátenme porque me muero               | Ismael Rodríguez                      |                                                                                                |
| 1951 | Que te ha dado esa mujer              | Ismael Rodríguez                      |                                                                                                |
| 1951 | A.T.M A Toda Maquina!                 | Ismael Rodríguez                      |                                                                                                |
| 1952 | El bello durmiente                    | Gilberto Martínez Solares             |                                                                                                |
| 1952 | Dos tipos de cuidado                  | Ismael Rodríguez                      |                                                                                                |
| 1952 | Pepe el Toro                          | Ismael Rodríguez                      |                                                                                                |
| 1952 | Por ellas aunque mal paguen           | Juan Bustillo Oro                     |                                                                                                |
| 1953 | Las cariñosas                         | Fernando Cortes                       |                                                                                                |
| 1956 | Corazón salvaje                       | Juan J Ortega                         |                                                                                                |
| 1956 | A Woman's Devotion                    | Paul Henreid                          |                                                                                                |
| 1956 | El bolero de Raquel                   | Miguel M. Delgado                     | Amb Cantinflas                                                                                 |
| 1956 | The Brave One                         | Irving Harper                         |                                                                                                |
| 1956 | Cielito lindo                         | Miguel M. Delgado                     |                                                                                                |
| 1958 | Ay... Calypso no te rajes!            | Jaime Salvador                        |                                                                                                |
| 1960 | Amorcito corazón                      | Rogelio A. González                   |                                                                                                |
| 1960 | El analfabeto                         | Miguel M. Delgado                     |                                                                                                |
| 1960 | The Magnificent Seven                 | John Sturges                          |                                                                                                |
| 1962 | El ángel exterminador                 | Luis Buñuel                           |                                                                                                |
| 1967 | El agente 00-sexy                     | Fernando Cortes                       |                                                                                                |
| 1968 | Corazón salvaje                       | Tito Davison                          |                                                                                                |
| 1968 | Butch Cassidy and the Sundance Kid    | George Roy Hill                       |                                                                                                |
| 1968 | Cuando los hijos se van               | Julián Soler                          |                                                                                                |
| 1968 | Robinson Crusoe                       | René Cardona Jr.                      |                                                                                                |
| 1969 | Soldier Blue                          | Ralph Nelson                          |                                                                                                |
| 1971 | The Assassination of Trotsky          | Joseph Losey                          |                                                                                                |
| 1971 | Big Jake                              | Georges Sherman                       |                                                                                                |
| 1971 | Boulevard Du Rhum                     | Robert Enrico                         |                                                                                                |
| 1971 | Buck and the Preacher                 | Sidney Poitier                        |                                                                                                |
| 1972 | El castillo de la pureza              | Arturo Ripstein                       |                                                                                                |
| 1973 | Shootout in a One-Dog Town            | Burt Kennedy                          |                                                                                                |
| 1973 | Bring Me the Head of Alfredo Garcia   | Sam Peckinpah                         |                                                                                                |
| 1973 | Calzonzin inspector                   | Alfonso Arau                          |                                                                                                |
| 1974 | Antonio and the Mayor                 | Jerry Torpe                           |                                                                                                |
| 1974 | Bellas de noche                       | Miguel M. Delgado                     |                                                                                                |
| 1975 | El apando                             | Felipe Cazals                         |                                                                                                |
| 1975 | The Devil's Rain                      | Robert Fuest                          |                                                                                                |
| 1977 | Bloody Marlene                        | Alberto Mariscal                      |                                                                                                |
| 1978 | Las cariñosas                         | Rafael Portillo                       |                                                                                                |
| 1978 | The Eagle's Wing                      | Anthony Harvey                        |                                                                                                |
| 1979 | Cacciatore di squali                  | Enzo Castellari                       |                                                                                                |
| 1979 | Le Scarabee d’Or                      | Maurice Ronet                         |                                                                                                |
| 1980 | Campeche: Un estado de ánimo          | Luis Mandoki                          |                                                                                                |
| 1981 | El barrendero                         | Miguel M. Delgado                     | Amb Cantinflas                                                                                 |
| 1981 | Caveman                               | Carl Gottlieb                         |                                                                                                |
| 1981 | Chanfle II                            | Chespirito                            |                                                                                                |
| 1981 | La Chevre                             | Francis Veber                         |                                                                                                |
| 1982 | Amityville II: The Possession         | Damiano Damiani                       |                                                                                                |
| 1982 | Sorceress                             | Jack Hill                             |                                                                                                |
| 1982 | The Honorary Consul                   | John Mackenzie                        |                                                                                                |
| 1983 | Under the Volcano                     | John Huston                           |                                                                                                |
| 1983 | Choices of the Heart                  | Joseph D Sargent                      |                                                                                                |
| 1984 | Conan the Destroyer                   | Richard Fleischer                     | Amb Arnold Schwarzenegger                                                                      |
| 1984 | Dune                                  | David Lynch                           |                                                                                                |
| 1984 | Rambo: First Blood Part II            | Georges P. Cosmatos                   |                                                                                                |
| 1986 | Chiquita pero picosa                  | Juan Pastor                           | Amb Verónica Castro                                                                            |
| 1986 | Romancing the Stone                   | Robert Zemeckis                       |                                                                                                |
| 1988 | Licence to Kill                       | John Glen                             | La setzena pel·lícula de James Bond                                                            |
| 1989 | Total Recall                          | Paul Verhoeven                        | Amb Arnold Schwarzenegger, Locacions exteriors ia Metro Chabacano i la Glorieta de Insurgentes |
| 1989 | Honey, I Shrunk the Kids              | Joe Johnston                          | Amb Rick Moranis                                                                               |
| 1989 | The Hunt for Red October              | John McTiernan                        | Film debut de Jack Ryan                                                                        |
| 1989 | La tarea                              | Jaime Humberto Hermosillo             |                                                                                                |
| 1990 | Cabeza de Vaca                        | Nicolás Echeverría                    |                                                                                                |
| 1990 | Ciudad de ciegos                      | Alberto Cortes                        |                                                                                                |
| 1990 | Danzón                                | María Novaro                          |                                                                                                |
| 1990 | La mujer de Benjamín                  | Carlos Carrera                        |                                                                                                |
| 1990 | Sólo con tu pareja                    | Alfonso Cuarón                        |                                                                                                |
| 1991 | El bulto                              | Gabriel Retes                         |                                                                                                |
| 1991 | Como agua para chocolate              | Alfonso Arau                          |                                                                                                |
| 1991 | La invención de Cronos                | Guillermo del Toro                    |                                                                                                |
| 1991 | Miroslava                             | Alejandro Pelayo                      |                                                                                                |
| 1991 | Modelo antiguo                        | Raúl Araiza                           | Amb Silvia Pinal                                                                               |
| 1992 | Break of Dawn                         | Isaac Artenstein                      |                                                                                                |
| 1993 | Bienvenido /welcome                   | Gabriel Retes                         |                                                                                                |
| 1993 | Hasta morir                           | Fernando Saldaña                      |                                                                                                |
| 1995 | Avalon                                | Lorenzo Hagerman                      |                                                                                                |
| 1995 | Cilantro y perejil                    | Rafael Montero                        |                                                                                                |
| 1995 | De tripas corazón                     | Antonio Urrutia                       |                                                                                                |
| 1996 | 100 años de cine mexicano             | Carlos Carrera                        |                                                                                                |
| 1996 | Romeo + Juliet                        | Baz Luhrmann                          | Amb Leonardo DiCaprio                                                                          |
| 1996 | Santitos                              | Alejandro Springall                   |                                                                                                |
| 1997 | De noche vienes, Esmeralda            | Jaime Humberto Hermosillo             |                                                                                                |
| 1998 | Bajo California, el límite del tiempo | Carlos Bolado                         |                                                                                                |
| 1998 | Sexo, pudor y lágrimas                | Antonio Serrano                       |                                                                                                |
| 1998 | The Mask of Zorro                     | Martin Campbell                       |                                                                                                |
| 1999 | Amores perros                         | Alejandro González Iñarritu           | Nominada a un Oscar                                                                            |
| 1999 | El coronel no tiene quien le escriba  | Arturo Ripstein                       |                                                                                                |
| 1999 | Crónica de un desayuno                | Benjamín Cann                         |                                                                                                |
| 1999 | La ley de Herodes                     | Luis Estrada                          |                                                                                                |
| 1999 | Todo el poder                         | Fernando Sariñana                     |                                                                                                |
| 2000 | Atlético San Pancho                   | Gustavo Loza                          |                                                                                                |
| 2000 | De la calle                           | Gerardo Tort                          |                                                                                                |
| 2000 | Demasiado amor                        | Ernesto Rimoch                        |                                                                                                |
| 2000 | Fidel                                 | David Atwood                          |                                                                                                |
| 2000 | Japón                                 | Carlos Reygadas                       |                                                                                                |
| 2000 | Perfume de violetas                   | Maryse Sistach                        |                                                                                                |
| 2000 | Original Sin                          | Amb Antonio Banderas i Angelina Jolie |                                                                                                |
| 2001 | Asesino en serio                      | Antonio Urrutia                       |                                                                                                |
| 2001 | Frida                                 | Julie Taymor                          | Amb Salma Hayek                                                                                |
| 2001 | La habitación azul                    | Walter Doehner                        |                                                                                                |
| 2001 | El tigre de Santa Julia               | Alejandro Gamboa                      |                                                                                                |
| 2001 | Un secreto de Esperanza               | Leopoldo Laborde                      |                                                                                                |
| 2001 | Sin ton ni Sonia                      | Carlos Sama                           |                                                                                                |
| 2001 | Vivir mata                            | Nicolás Echeverría                    |                                                                                                |
| 2002 | Amar te duele                         | Fernando Sariñana                     |                                                                                                |
| 2002 | El crimen del Padre Amaro             | Carlos Carrera                        | Nominat a un Oscar                                                                             |
| 2002 | La hija del caníbal                   | Antonio Serrano                       |                                                                                                |
| 2003 | Ladies Night                          | Gabriela Tagliavini                   |                                                                                                |
| 2003 | Nicotina                              | Hugo Rodríguez                        | Amb Diego Luna                                                                                 |
| 2003 | Sobreviviente                         | Paul Michael                          |                                                                                                |
| 2004 | The Matador                           | Richard Shepard                       |                                                                                                |
| 2004 | The Librarian: Quest for the Spear    | Amb Noah Wyle                         |                                                                                                |
| 2004 | Bandidas                              | Amb Salma Hayek i Penélope Cruz       |                                                                                                |
| 2004 | Man on Fire                           | Tony Scott                            | Amb Denzel Washington                                                                          |
| 2007 | Resident Evil: Extinction             | Russell Mulcahy                       | Amb Milla Jovovich                                                                             |
| 2020 | La Más Draga (Tercera Temporada)      | Bruno Olvez i Carlo Villareal         | Amb Karla Díaz-Leal Arreguín                                                                   |

## Àlbums gravats
| Any  | Àlbum                        | Artista              | Notes                                                    |
| 2012 | Primera fila                 | Gigi D'Alessio       | Gravació d'àlbum en directe                              |
| 2013 | Vuelve en: Primera fila      | Franco de Vita       | Gravació d'àlbum en directe el 10 i 11 de juliol de 2013 |
| 2013 | Primera fila                 | La Oreja de Van Gogh | Gravació d'àlbum en directe el 25 de juliol de 2013      |
| 2014 | Primera fila                 | Flans                | Gravació d'àlbum en directe l'11 de juny de 2014         |
| 2014 | Primera fila: Hecho realidad | Ha*Ash               | Gravació d'àlbum en directe el 7 de juliol de 2014       |
| 2017 | Primera fila: Una última vez | Sin Bandera          | Gravació d'àlbum en directe                              |
| 2017 | Primera fila                 | Bronco               | Gravació d'àlbum en directe                              |

## Referenciès
1. 1 2   La fábrica de sueños, Estudios Churubusco 1945-2015. 1a.  Estudios Churubusco, SEP, CONACULTA, 2015, p. 5.
2. ↑   Historia del Cine Mexicano. 1a.  UNAM-UNESCO, 1987, p. 102-103. ISBN 968-36-0301-7.
3. ↑   Historia Documental del Cine Mexicano.  Universidad de Guadalajara, 1992, p. 220. ISBN 968-895-408-X.
4. ↑   México visto por el cine extranjero.  Universidad de Guadalajara, 1988, p. 27-28. ISBN 968-411-316-1.
5. ↑  [enllaç sense format] https://www.imdb.com/title/tt0054047/locations
6. ↑  «Lanza La Oreja su disco Primera fila». Criterio Hidalgo, 30-10-2013. Arxivat de l'original el 2015-09-23. [Consulta: 26 novembre 2013].
7. ↑  «Flans Regresan con tema inédito».  El Siglo de Torreón, 19-08-2014. [Consulta: 19 agost 2014].
8. ↑  «Ha*Ash graba primera producción en vivo», 09-07-2014. [Consulta: 30 maig 2019].
9. ↑  McCooper, Jonathan. «Sin Bandera graba "Primera Fila: Una última vez"». [Consulta: 2 març 2017].[Enllaç no actiu]
10. ↑  McCooper, Jonathan. «Bronco grabará su "Primera Fila"». [Consulta: 24 març 2017].[Enllaç no actiu]